# (10382) Hadamard
(10382) Hadamard es un asteroide perteneciente al cinturón de asteroides descubierto por Paul G. Comba el 15 de septiembre de 1996 desde el Observatorio de Prescott.

## Designación y nombre
Designado provisionalmente como 1996 RJ3, fue nombrado en honor del eminente matemático francés Jaques-Salomon Hadamard (1865-1963). Hadamard hizo importantes contribuciones a la teoría de funciones de una variable compleja y al estudio de las ecuaciones diferenciales parciales de la física matemática. En 1896 demostró el teorema de los números primos que define la frecuencia de los números primos entre los enteros. 

## Características orbitales
(10382) Hadamard está situado a una distancia media de 2,413 ua, pudiendo alejarse un máximo de 2,886 ua y acercarse un mínimo de 1,940 ua. Tiene una excentricidad de 0,196.

## Características físicas
(10382) Hadamard tiene una magnitud absoluta de 14,09. Tiene un diámetro de 4,118 km y su albedo geométrico es de 0,345.